# Nobuhiro Takeda
Nobuhiro Takeda (Hamamatsu, 10. svibnja 1967.) japanski je nogometaš.

## Klupska karijera
Igrao je za Tokyo Verdy (Verdy Kawasaki), Júbilo Iwata, Kyoto Purple Sanga, JEF United Ichihara i Sportivo Luqueño.

## Reprezentativna karijera
Za japansku reprezentaciju igrao je od 1987. do 1994. godine. Odigrao je 18 utakmice postigavši 1 pogodak.
S japanskom reprezentacijom Nobuhiro Takeda je igrao na Azijskom kupu 1992.

## Statistika
| Japan  | Japan | Japan |
| Godina | Nast. | Gol.  |
| ------ | ----- | ----- |
| 1987.  | 4     | 1     |
| 1988.  | 0     | 0     |
| 1989.  | 0     | 0     |
| 1990.  | 4     | 0     |
| 1991.  | 2     | 0     |
| 1992.  | 2     | 0     |
| 1993.  | 4     | 0     |
| 1994.  | 2     | 0     |
| Ukupno | 18    | 1     |

## Vanjske poveznice
- National Football Teams
- Japan National Football Team Database